# Veblen-goed

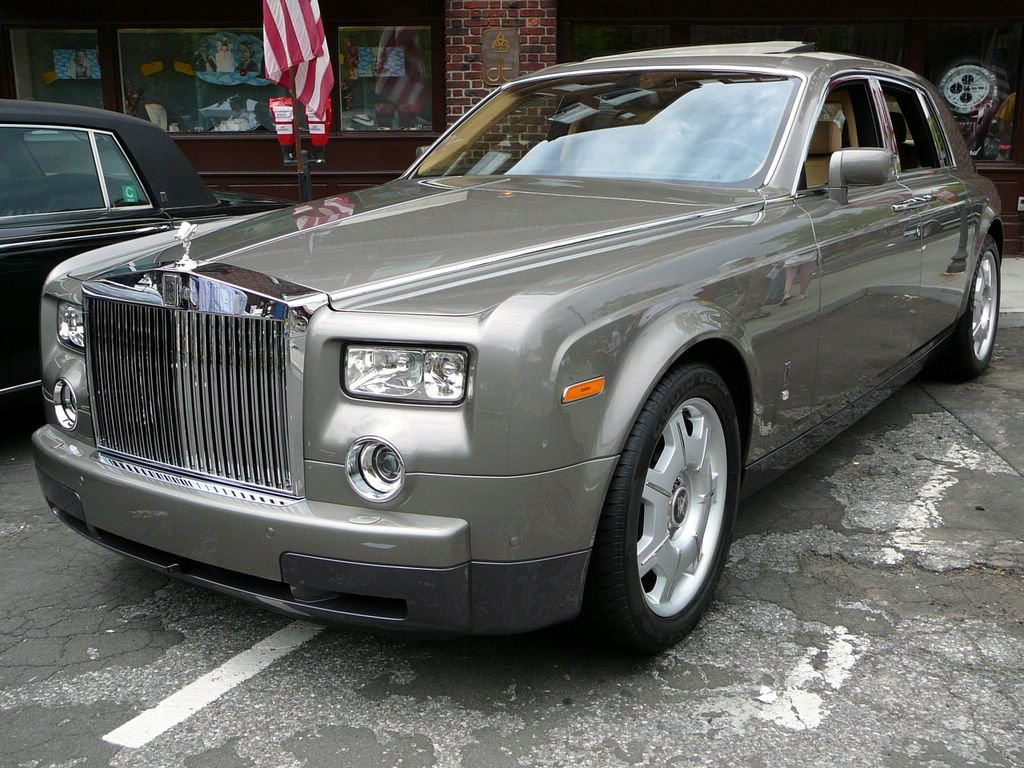
Veblen-goederen, zoals luxe auto's, worden gezien als gewilde consumentenproducten voor opvallende consumptie, juist vanwege hun hoge prijzen.

In de economie is voor de meeste producten de  prijselasticiteit van de vraag negatief. Dit betekent dat bij een stijgende prijs de gevraagde hoeveelheid omlaag gaat en bij een dalende prijs omhoog. Een Veblen-goed vormt, samen met een Giffen-goed, hierop een uitzondering; de prijselasticiteit van de vraag van dat goed is positief. Bij een stijgende prijs van dit goed zal de gevraagde hoeveelheid van dat goed juist stijgen. Veblen-goederen zijn genoemd naar Thorstein Veblen.

## Voorbeeld
Een voorbeeld van Veblen-goed zijn juwelen. Deze zijn door hun hoge prijs exclusief, waardoor hun bezit als statusverhogend wordt beschouwd. Bij een eventuele prijsverlaging zal voor sommige vragers het exclusieve karakter verloren gaan en neemt de vraag af, terwijl er door de toch nog hoge prijs geen nieuwe vragers bij komen.